# Ізабел Еткін
Ізабел Еткін (англ. Isabel Atkin) — британсько-американська фристайлістка, спеціалістка зі слоупстайлу, олімпійська медалістка, призерка чемпіонату світу та зимових Х-ігор. 
Бронзову олімпійську медаль Еткін  виборола на Олімпіаді 2018 року в корейському Пхьончхані в змаганнях зі слоупстайлу. 
Еткін народилася в США в родині британця й малазійки. Вона має подвійне британсько-американське громадянство. 

## Зовнішні посилання
- Досьє на сайті Міжнародної федерації лижного спорту [Архівовано 19 лютого 2018 у Wayback Machine.]

## Виноски
1. ↑  Women's slopestyle results